# مالکی بولگارنی
مالکی بولگارنی (به بلغاری: Malki Bulgareni) یک منطقهٔ مسکونی در بلغارستان است که در شهرستان دریانوو واقع شده‌است.